# Яковлев, Юрий Павлович
Ю́рий Па́влович Я́ковлев (род. 20 марта 1981) — российский офицер, танкист, Герой Российской Федерации (2008).
Во время войны в Грузии 9 августа 2008 года как командир танковой роты 141-го отдельного танкового батальона 19-й мотострелковой дивизии 58-й армии Северо-Кавказского военного округа в составе группы из четырёх Т-72 вёл многочасовой бой с подразделениями грузинских войск, которые блокировали в Цхинвале батальон бывших российских миротворческих войск (сил ССПМ), потеряв при этом всего один танк и одного раненого военнослужащего из состава группы.

## Биография
Родился 20 марта 1981 года в посёлке Табошар Ленинабадской области Таджикской ССР, ныне город Истиклол Согдийской области Таджикистана. Русский. Родители работали в Таджикистане на одном из военных предприятий. В 1996 году семья Яковлевых переехала в город Чебаркуль Челябинской области. Дед — Иван Никитич Яковлев, советский танкист, участник Великой Отечественной войны с 1941 по 1943 год (вернулся с фронта после тяжёлого ранения, кавалер орденов и медалей).

### В Вооружённых силах Российской Федерации
С 1998 года — в Вооружённых Силах Российской Федерации. Окончил в 2003 году Челябинское высшее танковое командное училище. Направлен в 503-й мотострелковый полк постоянной готовности Северо-Кавказского военного округа (Ингушетия), где служил командиром танкового взвода, заместителем командира танковой роты по вооружению. С 2005 года капитан Ю. П. Яковлев — командир танковой роты 141-го отдельного танкового батальона 19-й мотострелковой дивизии 58-й армии Северо-Кавказского военного округа (Владикавказ).
На Мамисонском перевале успешно участвовал в батальонных тактических учениях, на которых рота капитана Яковлева была придана 135-му мотострелковому полку.

### Бой в Цхинвале
С началом войны в Грузии во главе батальонной тактической группы одним из первых выдвинулся навстречу противнику на территорию Южной Осетии. В ночном бою с 8 на 9 августа группа захватила военную базу грузинских войск в районе населённого пункта Хетагурово, принудив бронетехнику противника к отходу.
С утра 9 августа группа продолжила наступление на Цхинвал. Во время движения колонна российских войск подверглась атаке противника, однако капитан Яковлев выдвинул свои танки навстречу грузинским частям, сковав их действия боем. Тем самым он позволил батальонной тактической группе российского 135-го мотострелкового полка выйти из-под обстрела и занять выгодный рубеж для перехода в контратаку. Во встречном бою в составе экипажа уничтожил семь единиц бронетехники грузинских войск.
Утром 9 августа 2008 года передовая танковая группа капитана Яковлева (четыре танка Т-72) вошла в Цхинвал, который контролировался грузинскими войсками. Танкистам удалось прорваться к позициям бывшего миротворческого батальона российских войск (сил ССПМ), однако следовавшие с ними мотострелки были отсечены огнём. После многочасового боя 9 августа группа капитана Яковлева израсходовала почти все боеприпасы, был потерян один танк, и один военнослужащий получил ранение.
По воспоминаниям Героя России подполковника К. А. Тимермана, командира батальона ССПМ, прорываясь к гарнизону миротворцев, танкисты израсходовали практически все боеприпасы. Тем не менее оставшимися осколочными снарядами они подбили ещё два грузинских танка. После того, как боеприпасы в танках закончились совсем, грузинские танкисты начали подъезжать к воротам гарнизона. Солдаты ССПМ заняли позиции, рассчитывая подбить грузинский танк гранатомётом РПГ-18 «Муха» прямо на входе, чтобы он заблокировал путь другим. В этот момент Тимерман обратился к танкисту за помощью: «Юра! Пощеми их своим танком… Он садится в танк, без боекомплекта, открывает ворота — и туда!… Слышим, там рёв, он на танке гоняет их, я думал — ну, всё. Я ему сказал только „погонять“, вылететь, чтоб они разбежались и сразу назад. А он там их „щемил“ минут 15. Я думал, погибнет. Слышу — рёв, несётся танк, все орут — вроде, наш! Ворота открываем, залетает наш ободранный танк…».
После артиллерийского обстрела грузинская пехота при поддержке танков подошла почти вплотную к оборонявшимся танкистам. С дистанции в 50 метров, маневрируя и подставляя под удар лобовую броню Т-72, Яковлев на своём танке продолжал вести бой. Несмотря на четыре прямых попадания, Яковлев не вышел из боя вплоть до отхода грузинских войск из Цхинвала.

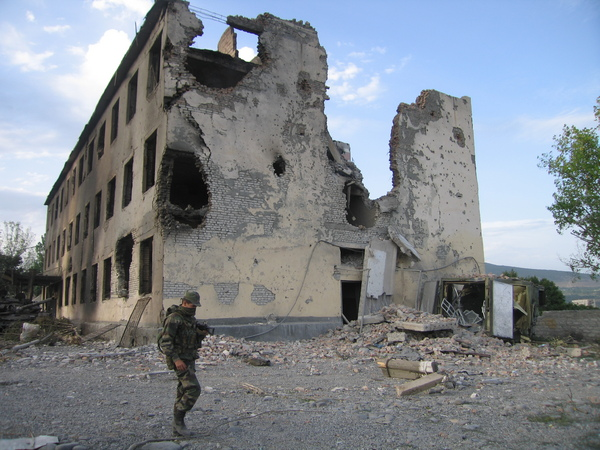
Казарма бывших миротворцев. Слева виден сгоревший танк
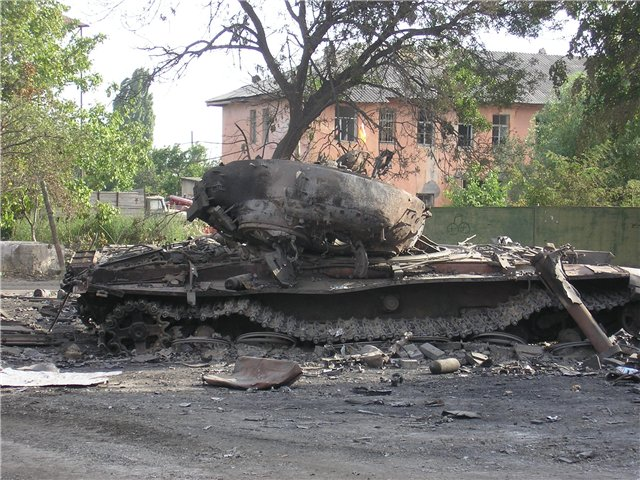
Уничтоженный в Цхинвале грузинский Т-72
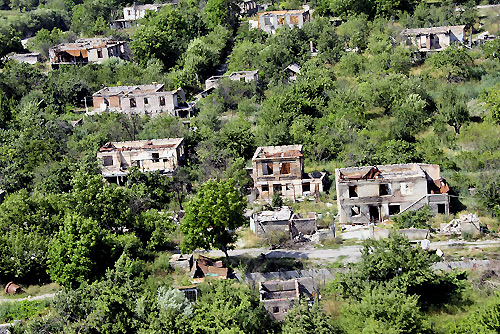
Дома в Цхинвале, разрушенные во время войны.

В результате боя в группе Яковлева, состоявшей из четырёх Т-72, был потерян только один танк, только один военнослужащий был ранен. Указом Президента Российской Федерации от 19 сентября 2008 года капитану Яковлеву Юрию Павловичу присвоено звание Героя Российской Федерации с вручением медали «Золотая Звезда» (№ 926). Вместе с ним за этот бой звания Героя был удостоен командир танка сержант Сергей Андреевич Мыльников. В итоге боя из двенадцати танкистов двое стали Героями России, ещё двое — кавалерами ордена Мужества и медали «За отвагу».

### Дальнейшая жизнь
С 2009 года служил начальником штаба — заместителем командира 141-го отдельного танкового батальона. В 2011 году в звании майора был уволен в запас. Работал в различных организациях в Краснодаре.
В 2015 году вернулся в ряды Вооружённых сил России. Служил в отделе боевой подготовки штаба 58-й общевойсковой армии Южного военного округа до 2017 года, когда его направили на учёбу. В 2019 году окончил Военный учебно-научный центр Сухопутных войск «Общевойсковая академия Вооружённых Сил Российской Федерации». С 2019 года — начальник 1-го факультета (базовой подготовки) Краснодарского высшего военного авиационного училища лётчиков имени А. К. Серова.
Ведёт общественную деятельность. По состоянию на 2014 год, был самым молодым (по возрасту) Герой России из пяти живущих в городе Краснодаре.

## Награды и звания
- Герой Российской Федерации (19 сентября 2008)
- медали СССР и России, в том числе медаль «За воинскую доблесть» II степени[1]
- Орден «Уацамонга» (20 февраля 2019, Южная Осетия)[8]

## В искусстве
Капитан Яковлев стал прототипом героя российского фильма «Август. Восьмого», в котором российский танкист, выполняя задачу по эвакуации беженцев, использовал свой Т-72 в качестве брони для отхода беженцев.

## Семья, взгляды
Жена Ольга, двое сыновей: Тимофей и Степан.
Из интервью Юрия Яковлева Александру Хроленко:

— Порой говорят, что время танков уходит, в быстротечных конфликтах все решает авиация. Как вы оцениваете возможности Т-72 на фоне юго-осетинской операции?
Капитан Юрий Яковлев ответил, что Т-72 признан лучшим танком XX века, и время его не прошло. Танк прекрасно показал себя в сравнении с теми же БМП. А четыре безрезультатных попадания снарядов в его Т-72 — лучшее свидетельство живучести машины в бою.